# Abram Archipov

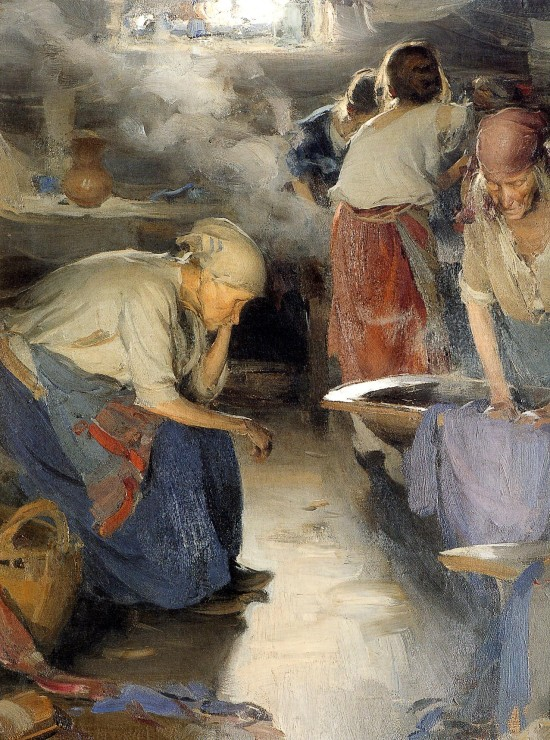
Tvätterskan, oljemålning av Abram Archipov

Abram Jefimovitj Archipov (ryska: Абрам Ефимович Архипов), född 27 augusti 1862 och död 25 september 1930, var en rysk konstnär av den realistiska skolan. 

## Biografi
Archipov blev medlem av konstnärsgemenskapen Peredvizjnikerna 1889 och anslöt sig till Rysslands Konstnärsförening 1903. Han blev på 1920-talet medlem i AChRR, Det revolutionära Rysslands konstnärsförbund. 
Archipov var från 1892 professor i målarkonst i Moskva. Arcipovs favoritmotiv var landsbygden och städernas fattigbefolkning. Hans målningar hade ofta ljusa, glada färger. Han började med genrescener, men utvecklade allteftersom ett lyriskt landskapsmåleri som på 1890-talet under en period vek plats för starkt socialkritiska bilder.